# Beatrice Gomez
Pour les articles homonymes, voir Gomez.
Béatrice Luigi Gallarde Gomez,, née le 23 février 1995, est une mannequin philippine, une travailleuse du développement communautaire, une athlète, une sergent militaire et Miss Univers Philippines 2021,,. Marquant l'histoire en tant que première femme ouvertement bisexuelle couronnée Miss Univers Philippines, elle représente son pays au concours Miss Univers 2021 à Eilat, en Israël et termine parmi le Top 5,.

## Jeunesse et éducation
Beatrice Luigi Gallarde Gomez est née le 23 février 1995 à San Fernando dans la province de Cebu. Elle est élevée par une mère célibataire. Elle étudie à l'université de San Jose-Recoletos et obtient un diplôme en communication de masse. Parallèlement, elle joue également au volleyball pendant ses études. En tant qu'étudiante-athlète, elle peut étudier grâce à une bourse En 2022, elle est diplômée de ladite université.

## Concours de beauté

### Miss Mandaue 2015
L'incursion de Gomez dans le monde des concours de beauté commence en 2015 lorsqu'elle se classe deuxième au concours Miss Mandaue 2015,.

### Binibining Cebu 2020
Gomez représente San Fernando au concours Binibining Cebu 2020 qu'elle remporte, succédant à Steffi Rose Aberasturi de Mandaue City,. Elle remporte également les prix Best in Swimwear, Miss Foton et Miss Body Worx Medical Spa.

### Miss Univers Philippines 2021
Le 1er septembre 2021, représentant Cebu City, Gomez est confirmée comme l'une des trente déléguées au concours Miss Univers Philippines 2021,.
Lors de la finale du 30 septembre 2021, Gomez remporte les prix Best in Swimsuit, Best in Evening Gown, Miss Cream Silk et Miss Luxxe ImmunPlus Game Changer. À la fin de l'événement, elle est couronnée par la sortante Miss Univers Philippines 2020 Rabiya Mateo en tant que Miss Univers Philippines 2021,,.
Gomez entre dans l'histoire en tant que première gagnante ouvertement bisexuelle de Miss Univers Philippines à concourir à Miss Univers,,.

### Miss Univers 2021
Gomez participe au 70e concours de Miss Univers à Eilat, Israël, le 13 décembre 2021, devenant ainsi la dernière déléguée philippine à se qualifier pour les demi-finales de Miss Univers au cours de la plus longue séquence d'apparitions du pays de son histoire, soit 12 années consécutives. Gomez conclut son parcours à Miss Univers en tant que finaliste du Top 5 avec la Colombienne Valeria Ayos, devenant ainsi la première déléguée ouvertement LGBT à se qualifier pour la finale de Miss Univers. L'Indienne Harnaaz Sandhu est couronné.

## Carrière militaire
En janvier 2021, elle suit le cours militaire citoyen du commandement de réserve de l'armée philippine dans les Visayas orientales, ce qui lui permet de faire partie de l'unité de réserve de la marine philippine, avec le grade de caporale,, En octobre 2021, Gomez est promu sergente.
En mai 2022, elle est nommée l'une des membres honoraires, parmi le premier groupe, du nouveau Friends of Marines, une organisation civile du Corps des Marines des Philippines.

## Implication civique et plaidoyer
Gomez est l'une des fondatrices de BEyouthfulPH, une organisation qui apporte son aide pour améliorer la vie des enfants impuissants et défavorisés dans différentes régions des Philippines. L'un des programmes de l'organisation se concentre sur les enfants en conflit avec la loi, les guidant et les inspirant à devenir des citoyens philippins plus proactifs et respectueux des lois,.
Dans une interview, Gomez, qui s'identifie comme bisexuelle, dit également qu'elle  « espère que les jeunes LGBTQIA+ seront à l'abri de l'intimidation et de la violence ».
Gomez occupe également la présidence du Rotary International Rotaract Club de Metro Mandaue,.

## Vie privée
Gomez est une femme ouvertement bisexuelle,,. Elle était auparavant en couple avec la disc-jockey et entrepreneure Kate Jagdon,,.
Gomez pratique également la boxe, la plongée sous-marine et les arts martiaux mixtes.
Gomez est la cousine germaine de feu Rizzini Alexis Gomez, Miss Tourisme International 2012-2013 et nièce de l'ancien joueur de la Philippine Basketball Association Roel Gomez.